# Samuel K. McConnell
Samuel Kerns McConnell Jr., född 6 april 1901 i Eddystone i Pennsylvania, död 11 april 1985 i Bryn Mawr i Pennsylvania, var en amerikansk politiker (republikan). Han var ledamot av USA:s representanthus 1944–1957.
Kongressledamot J. William Ditter avled 1943 i ämbetet och efterträddes 1944 av McConnell. Han efterträddes i sin tur 1957 i representanthuset av John A. Lafore.
McConnell är begravd på West Laurel Hill Cemetery i Bala Cynwyd.